# Штутгартское викариатство
Шту́тгартское викариа́тство — структурное и территориально-каноническое подразделение Берлинской и Германской епархии Русской Православной Церкви заграницей.

## История
Епархия существовала в 1967—1980 годах и именовалась Штутгартской и Южно-Германской.
Вновь учреждена в октябре 2000 года.

## Епископы
- 16 июля 1967 — август 1980 — Павел (Павлов)
- 1 мая 2001 — 28 мая 2020 — Агапит (Горачек)
- с 10 декабря 2021 — Иов (Бандман)